# Union polonaise de football en France
L'Union polonaise de football en France (Polski Związek Piłki Nożnej we Francji en polonais) est une ancienne association regroupant les clubs polonais de football en France.

## Histoire

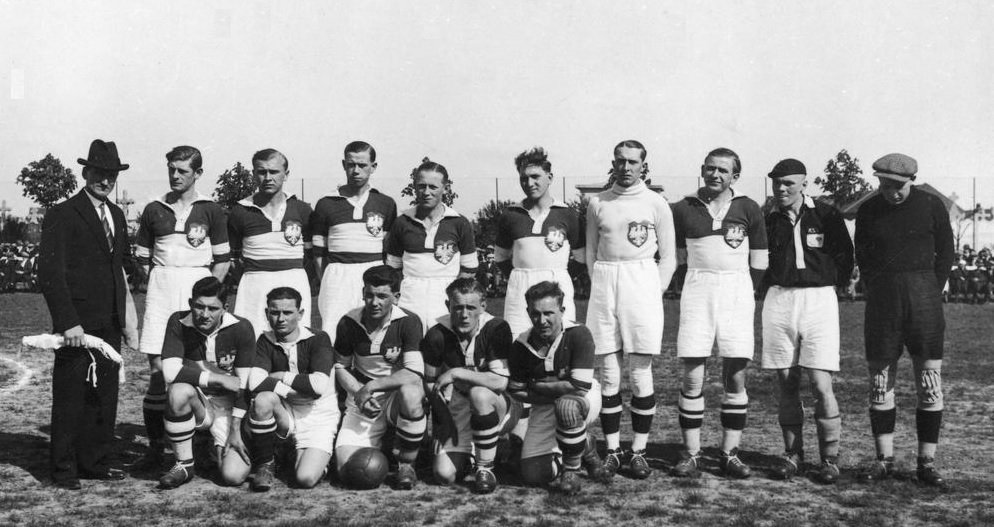
Équipe de l'Union polonaise de football en France en 1939

L'Union polonaise de football en France est fondée à Lens en 1924, afin de regrouper les clubs ayant plus de trois étrangers dans leurs rangs et qui ne pouvaient pas participer à une compétition organisée par la Fédération française de football. Avoir la citoyenneté polonaise est une condition d'adhésion à cette union. Initialement, elle regroupe neuf clubs, puis passe à quarante six ans plus tard. En octobre 1929, l'Union polonaise est adoptée comme un membre extraordinaire du Comité olympique polonais. Elle a aussi sa propre équipe, qui dispute notamment des rencontres amicales face au Wisła Cracovie, au Cracovia, au Pogoń Lvov et au Warta Poznań, clubs plusieurs fois champions de Pologne. Lors de la saison 1935, douze équipes sont présentes en première division amateur et vingt-trois équipes à l'échelon inférieur.
Parmi ces équipes, majoritairement originaires du bassin minier du Nord-Pas-de-Calais, il y a : Pogon Auchel, Océan Calonne-Ricouart, Wicher Houdain, Union Bruay-en-Artois, Olympia Divion, Fortuna Haillicourt, Wiktorja Barlin, Urania Nœux-les-Mines, Wisła Hersin-Coupigny, Naprzód Commentry, Odra Commentry, Fortuna Béthune, Rapid Ostricourt, Ruch Carvin, Gwiazda Lens, Polonia Waziers, et Orion Montceau-les-Mines.
En 1936, certains clubs sont apparus à partir du composé et était un membre de la communiste Fédération sportive et gymnique du travail. Pendant l'occupation allemande de la France, les clubs polonais sont encore actifs. PZPN en France est réactivé après la guerre. En 1945, l'association compte 4 000 membres, dont 843 joueurs dans 27 clubs.
Le 17 novembre 1947, il est décidé de quitter l'Union Centrale des Polonais en France, en reconnaissant la souveraineté du gouvernement polonais en exil. Dans la seconde moitié de la représentation 1940 de la relation qu'il a joué les matchs en Pologne, y compris la représentation des syndicats et des représentations de villes polonaises.[pas clair]. En vertu de l'arrêté ministériel du 24 novembre 1950, l'Association polonaise de football est dissoute en France et en 1952, la plupart des clubs sont devenus membres de la FSGT, de la Fédération française de football ou ont disparu.
La meilleure performance d'un club polonais en France a été la participation du KS Polonia Montjoie-Youx au Championnat de France amateur lors de la saison 1967-1968, qui suivait son titre de champion de la Ligue d'Auvergne en 1967.